# Strohanivka, Ceaplînka
Strohanivka (în ucraineană Строганівка) este o comună în raionul Ceaplînka, regiunea Herson, Ucraina, formată numai din satul de reședință.

## Demografie
Componența lingvistică a comunei Strohanivka
     Ucraineană (81,6%)
     Rusă (5,02%)
     Alte limbi (0,42%)
Conform recensământului din 2001, majoritatea populației comunei Strohanivka era vorbitoare de ucraineană (81,6%), existând în minoritate și vorbitori de rusă (5,02%).